# 김남중 (프로게이머)
김남중(1995년 4월 20일 ~ )은 대한민국의 전직 스타크래프트 II 프로게이머이다. 종족은 프로토스이며, 아이디는 Avenge이다.
MVP 팀에 입단하여 활동하였고 이후 ZeNEX로 팀을 옮겼다. ZeNEX가 스타테일에 합병된 후부터 스타테일 소속으로 활동했다.
2014년 1월 은퇴했으며 동년 4월에 다시 복귀하였다.
2014년 4월 4일 진에어 그린윙스 입단을 발표했다.
2014년 12월 1일 진에어 그린윙스는 공식 페이스북 댓글을 통해 군입대와 개인 사정의 이유로 김남중과의 계약을 종료하였다고 발표했다.

## 주요 기록
- 2011 LG 시네마 3D, 인텔코리아 글로벌 스타크래프트 II 리그 May Code A 32강
- 2012 핫식스 2012 글로벌 스타크래프트 II 리그 시즌 1 Code A 24강
- 2012 핫식스 2012 글로벌 스타크래프트 II 리그 시즌 2 Code A 48강
- 2013 핫식스 2013 글로벌 스타크래프트 II 리그 시즌 1 Code A 32강
- 2013 WCS Korea Season 1 챌린저리그 24강
- 2013 WCS 코리아 시즌 2 챌린저리그 32강
- 2013 DreamHack Open: Bucharest 12강
- 2013 WCS 코리아 시즌 3 챌린저리그 24강
- 2014 WCS 코리아 시즌 3 핫식스 글로벌 스타크래프트 II 리그 코드 S 32강